# Die Pinken/Bündnis21
DiePinken/BÜNDNIS21 (Eigenschreibweise diePinken/BÜNDNIS21, Kurzform BÜNDNIS21) ist eine deutsche Kleinpartei. Sie wurde am 23. Januar 2021 gegründet und trat in Hamburg, Hessen und Baden-Württemberg mit Landeslisten zur Bundestagswahl am 26. September 2021 sowie zur Abgeordnetenhauswahl in Berlin am selben Tag an. Die Partei entstand aus dem Weimarer Verein „Bürger für Deutschland“. Die Partei versteht sich selbst als Wahlbündnis mehrerer Vereine, kleinerer Parteien und Gruppen.
Hauptthema von BÜNDNIS21 ist die Forderung der „Politikerhaftung“, also dass Politiker für Steuerverschwendung und die Nichtverfolgung von Straftaten haften müssen. Dafür werden 2 neue Artikel im Strafgesetzbuch gefordert: 266a Haushaltsuntreue und 138a Mitwisserschaft im Amt. Neben dem Grundsatzprogramm mit den Forderungen nach neuen „Spielregeln für Politik“ gibt es 81 Thesen zu allen gesellschaftlichen Bereichen, auf die sich die beteiligten Gruppen in einem Grundkonsenspapier geeinigt haben. Sie fordert Volksabstimmungen über die Abschaffung von Gesetzen sowie über Amtsenthebungen in der Regierung. Zudem möchte die Partei Institutionen der Europäischen Union demokratisieren. Die Partei versteht sich als liberal-konservativ und in der politischen Mitte beheimatet.
In Berlin wurde die Partei nicht für die Bundestagswahl 2021 zugelassen, weil sie die notwendigen 500 Unterstützerunterschriften zu spät eingereicht hatte. Bei der zeitgleich stattfindenden Berliner Abgeordnetenhauswahl waren die Pinken jedoch wählbar.